# Imperium (album Arkony)
Imperium - debiutancki album studyjny polskiej grupy black metalowej Arkona. Wydawnictwo ukazało się 10 stycznia 1996 roku nakładem wytwórni muzycznej Astral Wings Records. Płyta został wznowiona w 2005 roku przez firmę Long Ago Records oraz w 2008 roku przez Hell Is Here Productions.

## Lista utworów
Opracowano na podstawie materiału źródłowego.
1. "Skrajna nienawiść egoistycznej egzystencji" (sł. Messiah, muz. Khorzon) - 06:59
2. "Epidemia rozczarowania i nędza duchowa" (sł. Messiah, muz. Khorzon) - 03:56
3. "Każdy los to cień" (sł. Messiah, muz. Khorzon) - 04:54
4. "Jesienne cienie czekające na kolejną reinkarnację" (sł. Messiah, muz. Khorzon) - 06:17
5. "Wściekłość która nadchodzi" (sł. Messiah, muz. Khorzon) - 05:50
6. "Pluję na twą marność psie!" (sł. Messiah, muz. Khorzon) - 06:35
7. "Pogarda dla wrogów imperium wszechmocy" (sł. Messiah, muz. Lewy) - 02:28

## Twórcy
Opracowano na podstawie materiału źródłowego.
- Messiah - wokal
- Khorzon - gitara basowa, gitara, logo
- Pitzer - gitara
- Tomasz "Lewy" Lewiński - keyboard
- Sylvian - perkusja
- Tomasz Kopacki - zdjęcia
- Grzegorz Czachor - realizacja nagrań